# Campeonato Asiático de Atletismo de 2011 - Lançamento de disco feminino
A prova do lançamento de disco feminino do Campeonato Asiático de Atletismo de 2011 foi disputada no dia 8 de julho de 2011 no Kobe Universiade Memorial Stadium em Kobe,  no Japão. 

## Recordes
Antes desta competição, os recordes mundiais e do campeonato nesta prova eram os seguintes:
|                       | Nome             | Nacionalidade     | Distância | Local          | Data                  |
| --------------------- | ---------------- | ----------------- | --------- | -------------- | --------------------- |
| Recorde mundial       | Gabriele Reinsch | Alemanha Oriental | 76m 80cm  | Neubrandenburg | 9 de julho de 1988    |
| Recorde do campeonato | Song Aimin       | China             | 65m 15cm  | Incheon        | 2 de setembro de 2005 |
| Recorde asiático      | Xiao Yanling     | China             | 71m 68cm  | Pequim         | 14 de março de 1992   |

## Medalhistas
| Ouro              | Prata           | Bronze             |
| Sun Taifeng (CHN) | Ma Xuejun (CHN) | Harwant Kaur (IND) |

## Cronograma
Todos os horários são locais (UTC+9).
| Data       | Hora  | Evento |
| ---------- | ----- | ------ |
| 8 de julho | 15:30 | Final  |

## Final
A final da prova ocorreu dia 8 de julho às 15:30. 
| Posição           | Atleta          | Nacionalidade | #1    | #2    | #3    | #4    | #5    | #6    | Resultados | Notas |
| ----------------- | --------------- | ------------- | ----- | ----- | ----- | ----- | ----- | ----- | ---------- | ----- |
| Medalha de ouro   | Sun Taifeng     | China         | 60.89 | 53.56 | 59.22 | 58.56 | 58.56 | 59.32 | 60.89      |       |
| Medalha de prata  | Ma Xuejun       | China         | 59.67 | 58.09 | x     | 57.59 | 55.70 | 56.85 | 59.67      |       |
| Medalha de bronze | Harwant Kaur    | Índia         | x     | 57.99 | x     | 55.77 | 57.71 | 54.82 | 57.99      |       |
| 4                 | Krishna Poonia  | Índia         | 51.49 | 53.72 | 51.97 | 55.71 | 54.86 | 56.23 | 56.23      |       |
| 5                 | Li Wen-Hua      | Taipé Chinesa | 52.98 | 51.99 | 53.45 | 52.59 | 55.59 | x     | 55.59      |       |
| 6                 | Ayumi Takahashi | Japão         | 48.66 | 50.59 | x     | x     | 51.23 | x     | 51.23      |       |
| 7                 | Dwi Ratnawati   | Indonésia     | 43.03 | x     | 43.65 | 38.84 | 47.85 | 49.70 | 49.70      |       |
| 8                 | Yuka Murofushi  | Japão         | x     | x     | 49.24 | x     | x     | x     | 49.24      |       |

Legenda
| Recorde mundial       | Recorde mundial (World record)               |                       | Recorde africano                      | Recorde africano (African) |                                           | Q | Classificado por posição (Qualified) |
| Recorde do campeonato | Recorde do campeonato (Championship record)  | Recorde da América    | Recorde da América (Americas)         | q                          | Classificado por melhor tempo (Qualified) |   |                                      |
| Melhor marca do ano   | Melhor marca do ano (World leading)          | Recorde asiático      | Recorde asiático (Asian)              | DNS                        | Não largou (Did not start)                |   |                                      |
| Recorde nacional      | Recorde nacional (National record)           | Recorde europeu       | Recorde europeu (European)            | DNF                        | Não terminou (Did not finish)             |   |                                      |
| Recorde pessoal       | Recorde pessoal do atleta (Personal best)    | Recorde da Oceania    | Recorde da Oceania (Oceania)          | DSQ / DQ                   | Desclassificado (Disqualified)            |   |                                      |
| Recorde da temporada  | Recorde da temporada do atleta (Season best) | Recorde sul-americano | Recorde sul-americano (South America) | NM                         | Sem marca (No mark)                       |   |                                      |